# Juan de Solís
Juan de Solís   ( - Madrid, 30 de setembre de 1654) fou un pintor i escenògraf barroc espanyol al servei de Felip IV, els mèrits del qual, enfosquits per l'escassetat de l'obra conservada, es van veure superats pels del seu fill, el també pintor Francisco de Solís, i els del seu deixeble més famós, Juan de Arellano.